# Choral-Synagoge (Brest)

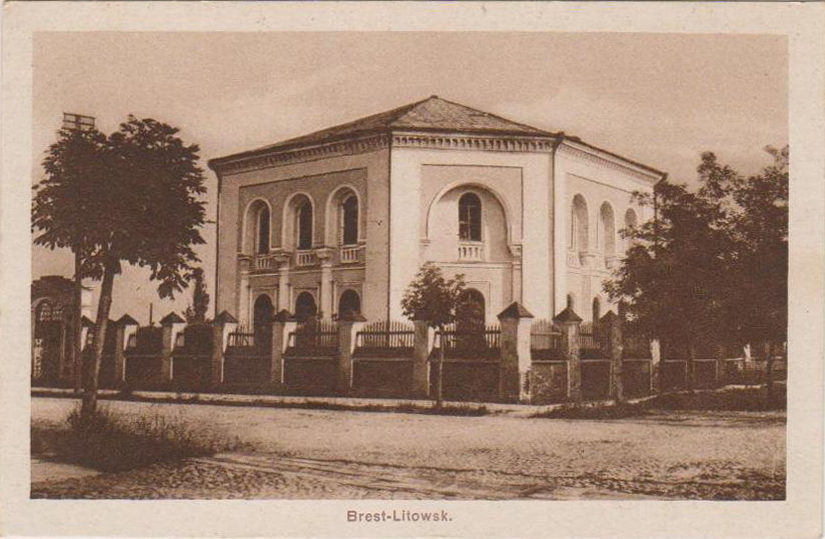
Chor-Synagoge in Brest (zwischen 1915 und 1918)

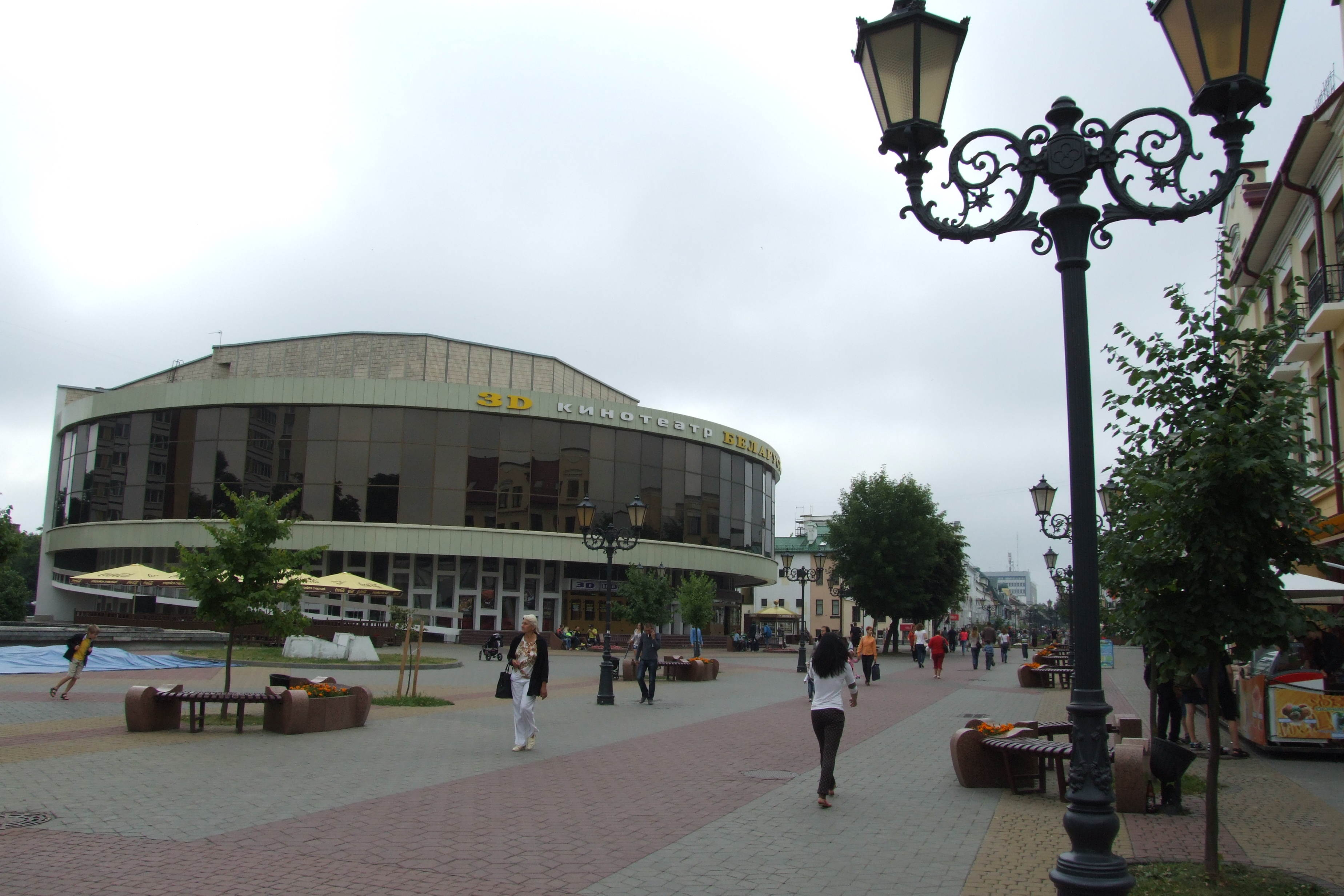
Die zu einem Kino umgebaute Synagoge (2013)

Die Choral-Synagoge in Brest, einer belarussischen Stadt in der Breszkaja Woblasz, wurde in den 1850er Jahren erbaut.

## Geschichte
Im Jahr 1842 wurde die alte Synagoge abgerissen, um die Brester Festung bauen zu können. Die jüdische Gemeinde erhielt eine finanzielle Entschädigung für das Gebäude, von diesem Geld wurde die neue Synagoge erbaut. Der Bau der oktogonalen Synagoge dauerte elf Jahre. 1865 wurde die Synagoge durch einen Brand beschädigt, sie wurde jedoch schnell wieder aufgebaut.
Während der deutschen Besatzung befand sich die Synagoge am Eingang zum Ghetto. In ihr befand sich ein Lager für Dinge, die die Deutschen beschlagnahmt hatten. Die Synagoge wurde im Herbst 1942 teilweise zerstört, als das Brester Ghetto aufgelöst wurde. In Brest war vor 1941 der Anteil der jüdischen Bevölkerung sehr hoch. Der überwiegende Teil der jüdischen Bevölkerung wurde von den deutschen Besatzern während des Holocausts ermordet.
Im Jahr 1959 wurde die Synagoge der jüdischen Gemeinde weggenommen und in ein Kino mit dem Namen Oktober umgestaltet, das heute Belarus heißt. Das Gebäude erhielt um 1976 eine Glasverkleidung.